# أمر الدفع

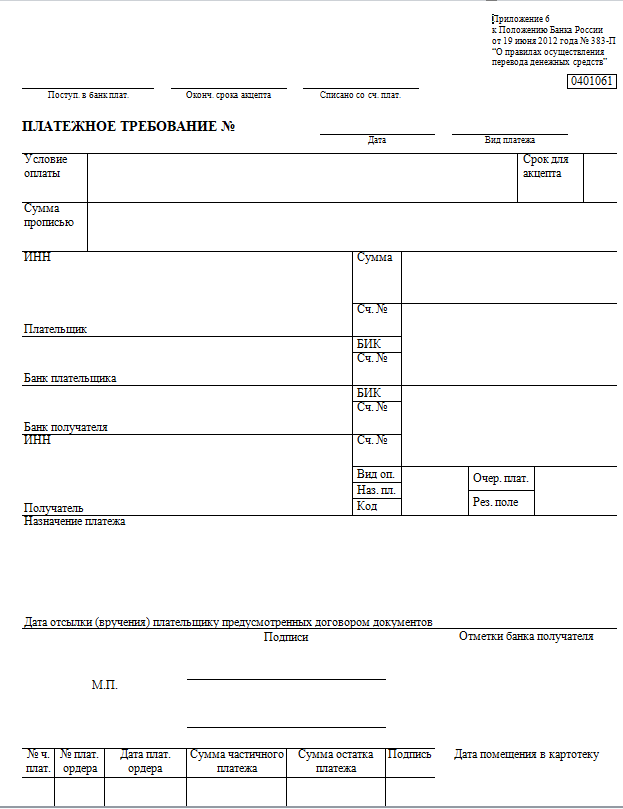
مثال لبطاقة أمر دفع غير عربية.

أمر الدفع يطلق عليه بالغة الإنجليزية: (Payment order)، وأمر الدفع في الخدمات المصرفية الدولية هو توجيه من صاحب حساب مصرفي يوجه فيه المصرف لإجراء عملية دفع أو سلسلة من المدفوعات إلى طرف ثالث.
أوامر الدفع هي أدوات ما بعد تنفيذ العقود، وغالبًا ما تُستخدم لدفع الرسوم المتفق عليها بين الأطراف، تحتوي أوامر الدفع عادةً على شروط للوفاء بالدفع مثل الإكمال الناجح لمتطلبات العقد.
أوامر الدفع مع «شروط» لا ينبغي الخلط بينها وبين «أوامر الدفع المشروطة (conditional payment orders)»، حيث أن أوامر الدفع المشروطة هي أدوات تعاقدية مسبقة تتكون من اتفاقية رسوم موثقة بين المستفيد والدافع، وإثبات قدرة الدافع على دفع الرسوم المالية ويصدر هذا الإثبات غالبًا عن طريق سويفت MT799 إلى بنك المستلم. يُفترض أن أوامر الدفع أو أوامر الدفع المشروطة غير قابلة للإلغاء ما لم يُنص على خلاف ذلك.[بحاجة لمصدر]
قد يتم إنشاء أوامر الدفع بشروط بعد توقيع العقد وإصدار خطاب الاعتماد إلى المصرف الذي يقوم بالدفع ولكن لا يتم إتمامها أبدًا قبل تنفيذ العقد بسبب مخاطر عدم تنفيذ العقد. 